# 大衛·當臣
大衛·當臣（David Dowson，1988年9月12日—）是一名英格蘭足球運動員，司職前鋒。

## 球會生涯
當臣至今仍未為新特蘭一隊上陣，在2008年2月22日被外借至車士打菲特至季尾。當臣在2008年2月23日首次代表車士打菲特上陣出戰賓福特並取得入球。後來，在對梳士貝利取得兩個入球，球隊以4-1取勝。他共為車士打菲特上陣12次，取得3球。
在2009年8月7日，他再外借至達寧頓，並在首次比賽便有入球，可惜球隊以1-3不敵艾迪索特。

## 外部連結
- 足球数据库：大衛·當臣的球员统计数据
- 大衛·當臣新特蘭官方球員介紹 （页面存档备份，存于）